# Sixtus-Affäre

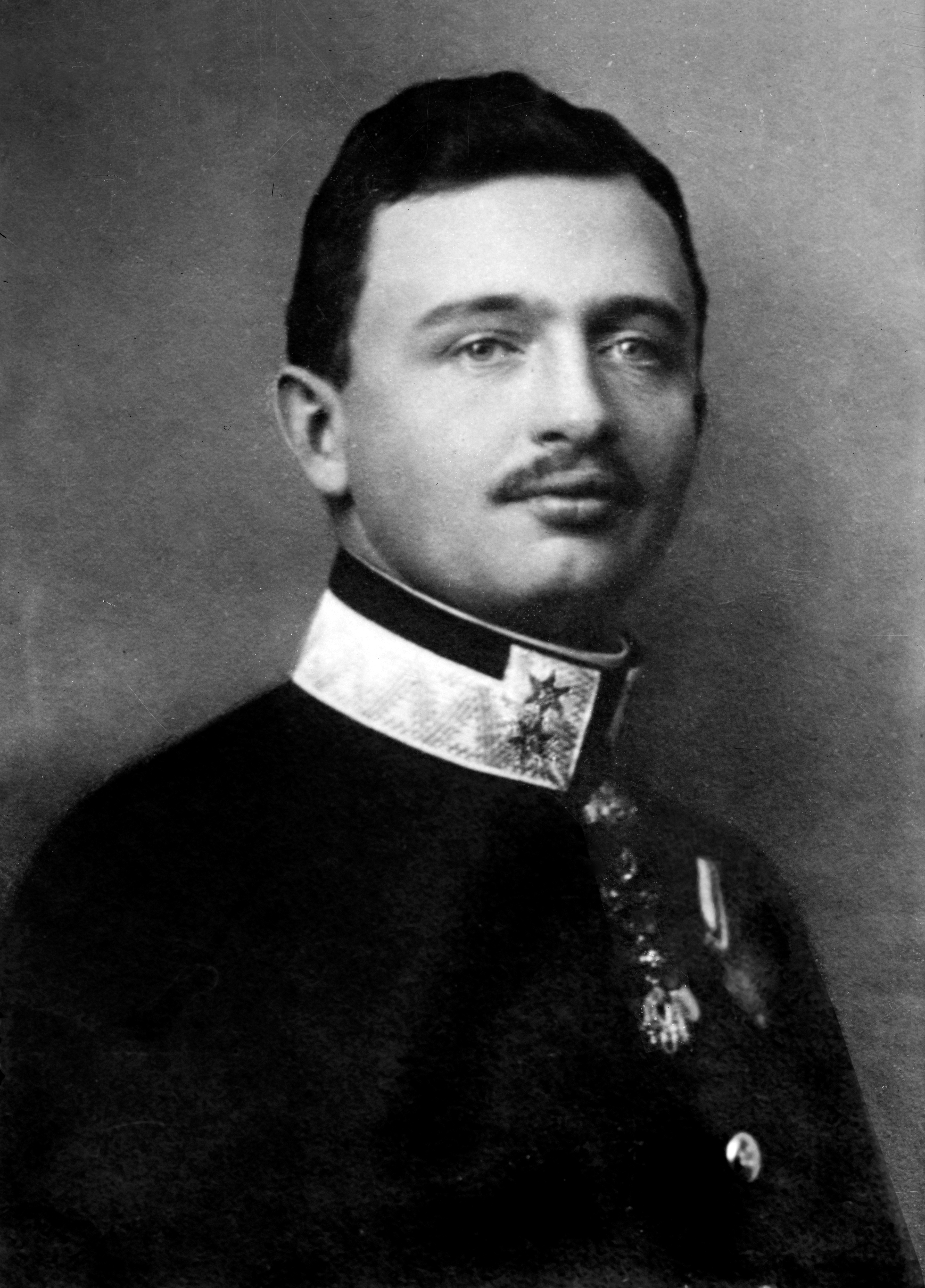
Kaiser Karl I.

Die Sixtus-Affäre bezeichnet das Bekanntwerden der geheimen Verhandlungen, die Österreich-Ungarn vor allem mit Frankreich während des Ersten Weltkriegs im Jahr 1917 führte.

## Vorgeschichte

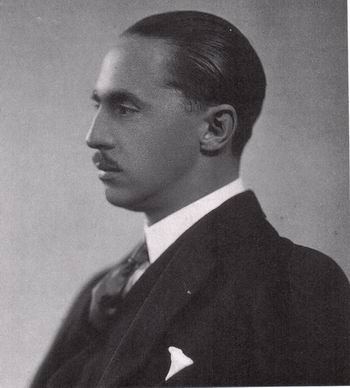
Prinz Sixtus von Bourbon-Parma, um 1930

Seit seinem Regierungsantritt am 21. November 1916 bemühte sich Kaiser Karl I. von Österreich um einen Friedensschluss mit der Entente. Das gemeinsame Friedensangebot der Mittelmächte vom 12. Dezember scheiterte vor allem an der Weigerung des Deutschen Reiches, konkrete Friedensziele zu nennen.
Kaiser Karl versuchte, neue Friedensgespräche durch Vermittlung der belgischen Offiziere und Prinzen Sixtus von Bourbon-Parma und Franz Xaver von Bourbon-Parma, die beide Brüder seiner Frau Zita waren, auszuhandeln.
Im März 1917 hatte der deutsche Reichskanzler Theobald von Bethmann Hollweg in Geheimgesprächen die Bereitschaft angedeutet, auf Elsaß-Lothringen, das seit 1871 Teil des Deutschen Reiches war, zu verzichten. Kaiser Karl schrieb in einem Brief vom 24. März, dass er „unter Anwendung meines ganz persönlichen Einflusses bei meinen Verbündeten die gerechten Rückforderungsansprüche Frankreichs mit Bezug auf Elsaß-Lothringen unterstützen werde“.

## Friedensverhandlungen

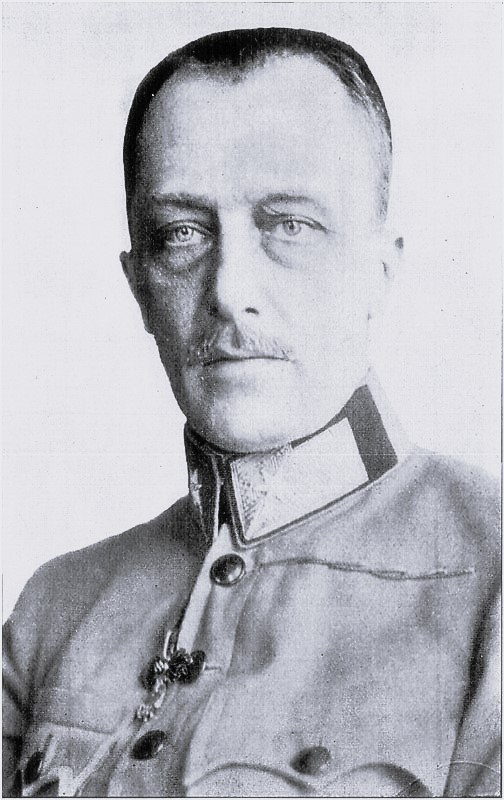
Ottokar Graf Czernin

Sixtus und Xaver überbrachten den Brief dem französischen Präsidenten, der davon auch den britischen König Georg V. unterrichtete. Ein zweiter Brief folgte am 9. Mai. Der österreichische Außenminister Graf Ottokar Czernin war von diesen Friedensbemühungen unterrichtet, kannte aber nicht den Inhalt der Briefe.
Sixtus erklärte, seiner Ansicht nach sind die Grundbedingungen für einen Frieden mit der Entente: die Rückgabe Elsaß-Lothringens an Frankreich, ohne Entschädigung durch Kolonien, die Wiederherstellung Belgiens, die Wiederherstellung des um Albanien vergrößerten Serbiens und die Überlassung Konstantinopels an Russland. Die italienischen Forderungen und die Vorstellungen der Entente über die innere Umgestaltung der Monarchie klammerte Sixtus bewusst aus.
Karl stimmte den ihn nicht direkt betreffenden Punkten zu, nur bezüglich Serbiens war er anderer Meinung. Seine Pläne waren die Gründung eines autonomen jugoslawischen Königreichs, umfassend Bosnien, Herzegowina, Serbien, Albanien und Montenegro, mit einem österreichischen Erzherzog an der Spitze, im Rahmen der österreichischen Monarchie.
Die Annahme von Sixtus’ Friedensbedingungen wäre dem Eingeständnis einer Niederlage gleichgekommen, weil die Hauptgegner Serbien und Russland dadurch gestärkt worden wären.
Als Czernin am 17. Februar verspätet von den Gesprächen mit Sixtus erfuhr, legte er seine Ansichten zu den Friedensbedingungen, als Ratschläge für weitere Verhandlungen fest: Das Bündnis sei unauflösbar, ein Sonderfrieden ausgeschlossen.
In seinem berühmten Sixtusbrief vom 24. März 1917 sah Karl „keine einschneidende Divergenz in unseren Absichten und Bestrebungen“, die sein Reich von Frankreich trenne. Er versprach, „daß ich mit allen Mitteln und allem mir zu Gebote stehenden Einfluss bei meinen Verbündeten bestrebt sein werde, die gerechten französischen Ansprüche in bezug auf Elsaß-Lothringen zu unterstützen“ („justes revindications françaises relatives à l'Alsace Lorraine“). Belgien müsse in „seiner Ganzheit wiederhergestellt werden“, seinen afrikanischen Besitz behalten und Kompensationen für seine Verluste erhalten.
Serbiens Souveränität sei wiederherzustellen, mit einem „passenden und natürlichen Zugang zum Adriatischen Meere“ und könne ökonomische Zugeständnisse erhalten. Dafür müsse es politische Agitation gegen die Monarchie unterbinden und die Kräfte, welche die Monarchie zerstören wollten, unterdrücken. Seine Meinung zu Russland wollte er wegen der Februarrevolution 1917 zu diesem Zeitpunkt nicht äußern, wodurch er sich eine Stellungnahme zur Frage der Meerengen ersparte.
Im Entwurf des Briefes war noch die Rede vom Desinteressement der Monarchie an Konstantinopel gegen Herausgabe der von Russland besetzten Gebiete. Polen und Rumänien blieben, in völliger Verleugnung der Kriegsziele der Monarchie, unerwähnt. Czernin bestritt später, von dem Brief gewusst zu haben, dürfte aber im Großen und Ganzen über den Inhalt, wenn auch nicht über den Wortlaut, an dem wahrscheinlich Sixtus mitformuliert hatte, informiert gewesen sein.
Ein Separatfrieden war nicht Czernins primäres Ziel, er glaubte, vermittelnd zwischen Frankreich und Deutschland agieren und damit den Krieg insgesamt beenden zu können. Czernin versuchte im März 1917 hinter den Kulissen, das Deutsche Reich zu einem Friedensvertrag entlang der Linien des Sixtus-Briefes zu bewegen. Als die österreichische Position bezüglich Elsaß-Lothringen dem deutschen Verbündeten bekanntgegeben wurde, zeigte sich Reichskanzler Bethmann Hollweg erbost: „Graf Czernin hat soeben erklärt, er könnte auch nicht einen Quadratmeter österreichischen Bodens an Italien abtreten, wir aber sollen den Franzosen ein Stück der Reichslande geben.“ Daraufhin bot Kaiser Karl eine Kompensation im Osten – russische Gebiete in Polen sowie möglicherweise auch österreichische Teile von Galizien – an. Der Kaiser und sein Außenminister meinten, dadurch eine annehmbare Lösung gefunden zu haben, dazu notierte Czernin: „Haben wir Frankreich gewonnen, so sind wir Sieger, und Deutschland kann sich anderweitig ausgiebig entschädigen“. Tatsächlich war aber die französische Bereitschaft, den Deutschen in Polen freie Hand zu geben, nicht vorhanden. Außerdem hatte Briand von Beginn an keinen Verständigungsfrieden mit Deutschland angestrebt, sondern war nur an einem Separatfrieden mit der Monarchie interessiert gewesen.
Der Historiker Gary W. Shanafelt sah im Sixtusbrief Indizien für die naive Impulsivität Kaiser Karls. Diese habe Karl zu seinem „eigenmächtigen und jedenfalls verfassungswidrigen Vorgehen“ bewogen. Der Sixtusbrief verstärkte die Auffassung der Entente, dass Österreich vom deutschen Bündnis abzubringen sei, ungeheuer und ermutigte sie zur Fortsetzung der (Sonder-)Friedensverhandlungen auf breiterer Basis. Die Anerkennung der Nationalitätenbewegungen im Ausland wurde hinausgeschoben, wodurch der Brief vielleicht sogar einen verzögernden Einfluss auf den Zerfall der Habsburgermonarchie ausübte.
Czernin versorgte Karl mit Richtlinien für seine Verhandlungen mit Sixtus, in denen Gebietsabtretungen der Monarchie nur gegen Kompensationen in Betracht gezogen wurden. Weiters forderte Czernin Garantien für die Integrität der Monarchie inklusive eventueller Grenzrektifikationen zu ihren Gunsten.
Bei ihrem zweiten Besuch in Laxenburg am 8. und 9. Mai 1917 versuchten die Bourbonen-Prinzen, ihren Schwager von der Notwendigkeit der Abtretung des Trentino zu überzeugen. Im zweiten Brief Karls an Sixtus vom 9. Mai 1917 wurde die Übereinstimmung mit Frankreich und England aber nur äußerlich betont. Er verschob aber die Untersuchung der Ansprüche Italiens auf das italienischsprachige Tirol, nachdem Italien auf seine sonstigen Forderungen angeblich verzichtet hatte. Diese fragwürdigen italienischen Friedensfühler sollten aber „wohl nur Österreichs militärische Entschlußfreiheit einengen“.
Die Billigung französischer Ansprüche auf Elsaß-Lothringen durch den Kaiser stand also im peinlichen Gegensatz zur Unwilligkeit, eigene territoriale Zugeständnisse zu machen.
Die Formulierung der Kriegsziele in Kreuznach war dann, neben den italienischen Kriegszielen, der Hauptgrund, warum die Vermittlungsaktion nicht weitergeführt wurde.
Von Juni bis August 1917 gab es weitere Friedensgespräche zwischen Graf Nikolaus Revertera-Salandra und Comte Abel Armand, in denen Frankreich bemüht war, Österreich-Ungarn zu einem Sonderfrieden zu bewegen, der von Kaiser Karl auf Anraten Czernins abgelehnt wurde.
Die Friedensbemühungen Kaiser Karls wurden in den folgenden Monaten von Außenminister Graf Czernin, der mittlerweile an einen militärischen Sieg glaubte, immer mehr gebremst. Falls der Kaiser einen Separatfrieden einleite, befürchtete er, dass die damit einhergehende innere Umgestaltung und Föderalisierung der Monarchie auf Kosten der österreichischen und ungarischen Machthaber gehe. Ein Österreich-Ungarn ohne Dominanz dieser Gruppen war für ihn ausgeschlossen. Es durfte also nur einen Frieden an der Seite Deutschlands geben, um auch im Falle einer Zerstückelung des Reichs die deutsch besiedelten Gebiete der Monarchie nicht den Tschechen und anderen Ethnien zu überlassen.

## Die Affäre

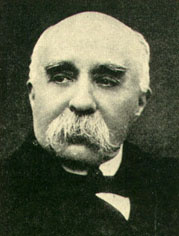
Georges Clemenceau

Am 2. April 1918 hielt Graf Czernin eine Rede vor dem Wiener Gemeinderat, in der er sagte:

„Clemenceau hat einige Zeit vor Beginn der Westoffensive bei mir angefragt, ob ich zu Verhandlungen bereit sei und auf welcher Basis. Ich habe sofort im Einvernehmen mit Berlin geantwortet, daß ich hierzu bereit sei und gegenüber Frankreich kein Friedenshindernis erblicken könne als den Wunsch Frankreichs nach Elsaß-Lothringen. Aus Paris wurde erwidert, auf dieser Basis sei nicht zu verhandeln. Darauf gab es keine Wahl mehr.“

Diese Rede erschien am nächsten Tag auf der Titelseite der Zeitung Fremden-Blatt.
Da diese Darstellung Czernins nicht der Wahrheit entsprach und er nicht als Bittsteller erscheinen wollte, veröffentlichte der französische Ministerpräsident Georges Clemenceau am 12. April 1918 den ersten Brief Karls. Kaiser Karl dementierte öffentlich, dass weitere Briefe existierten und Zugeständnisse bezüglich Elsaß-Lothringen angeboten worden seien. Der Kaiser übergab Czernin noch am 12. April eine ehrenwörtliche Erklärung dieses Inhaltes.
Czernin nahm nicht, was taktisch klug gewesen wäre, die Schuld auf sich, leugnete den Brief zu kennen und stellte damit seinen Herrscher vor dem Bündnispartner bloß. Er versuchte daraufhin, den Kaiser zu einem vorübergehenden Rücktritt von den Regierungsgeschäften zu überreden, was dieser entschieden ablehnte. Schließlich entließ ihn Karl am 16. April 1918 aus seinem Amt, was in der Presse, die Czernin noch kurz zuvor als Friedensminister gefeiert hatte, mit Unverständnis aufgenommen wurde. Czernin hatte damit den Kaiser sowohl außen- als auch innenpolitisch kompromittiert.

## Folgen und Bewertung
Der amerikanische Außenminister Robert Lansing beschrieb Clemenceaus Handlungsweise als einen Akt himmelschreiender Dummheit: Wenn Clemenceau beweisen wollte, dass Czernin ein Lügner ist, so ist es ihm vielleicht geglückt, aber um welchen Preis! Seine Enthüllung hat Österreich Deutschland in die Arme getrieben, so dass nur ein militärischer Sieg an der Westfront die Türen öffnen könnte, welche Clemenceau zugeschlagen hat. Der französische Ministerpräsident hatte die schwankende Habsburgermonarchie endgültig in die Arme des erdrückenden deutschen Verbündeten zurückgetrieben.
Und tatsächlich führte Czernins Pressefehde mit Clemenceau (vorübergehend) zum Verlust der außenpolitischen Handlungsfreiheit der Monarchie. Zu einem Machtausgleich in der Frage der Kriegsziele sah sich, angesichts der zerrütteten innenpolitischen und wirtschaftlichen Situation der Monarchie, der Verbündete nach der Sixtusaffäre nicht mehr verpflichtet.
Die Sixtusaffäre zerstörte, nach Brest-Litowsk und Bukarest, die ohnehin nur noch geringen Aussichten, dass die Westmächte die Erhaltung der Monarchie der Unterstützung der Auslandsemigration vorziehen könnten, endgültig. Denn sie machte nicht nur die Möglichkeit weiterer Verhandlungen mit den Westmächten zunichte, sondern sie führte auch binnen Wochen zu deren Entschluss, das Prinzip der Selbstbestimmung im vollsten und radikalsten Umfang anzuerkennen und damit das Todesurteil des Vielvölkerstaates auszusprechen.
Die Aufdeckung dieser Geheimverhandlungen bedeutete das Ende von Österreich-Ungarn als gleichberechtigtem Partner des Deutschen Reiches. Die deutschnational-österreichische Propaganda nannte Kaiser Karl nun einen den hohen Frauen welscher Abkunft ausgelieferten Pantoffelhelden und Kaiserin Zita eine italienische Verräterin. 
Tatsächlich blieb die Sixtus-Affäre über Jahrzehnte im Gedächtnis der österreichischen Bevölkerung präsent: „Die sogenannte Sixtus-Affäre hat das Bild des jungen Kaisers vielleicht mehr geprägt als alles andere in seiner gesamten Regierungszeit. Sie hat zur Abkehr der (Deutsch-)Österreicher von der Monarchie wohl einiges beigetragen. Die Klischees und Legenden, die damals entstanden, waren mitverantwortlich für die überspannte Furcht vor dem Legitimismus in der Ersten Republik und entfalteten noch ein halbes Jahrhundert später während der „Habsburg-Krise“ der Sechzigerjahre ihre Wirkung.“
Der Militärhistoriker Manfried Rauchensteiner zeigte auf, dass die Reputation des Monarchen im In- und Ausland durch die Sixtus-Affäre schwerstens beschädigt wurde: „Aus einer Aktion, deren politische und moralische Berechtigung durchaus gegeben war, wurde durch einen unbedachten Akt der psychologischen Kriegsführung, durch Unehrlichkeit und Prestigedenken auf allen Seiten eine Affäre. Fast mit einem Schlag war das Ansehen der kaiserlichen Zentralgewalt vernichtet.“ Höchste Kreise der k. u. k. Armee zeigten sich erschüttert, Generalstabschef Arthur Arz von Straußenburg erklärte: „Ich habe erfahren, dass mein Kaiser lügt.“